# Paracypha unimaculata
Espèce
Statut de conservation UICN

 LC  : Préoccupation mineure
Paracypha unimaculata est une espèce d'insectes de l'ordre des odonates (libellules), du sous-ordre des Zygoptera (demoiselles), de la famille des Chlorocyphidae et du genre Paracypha.

## Répartition
Paracypha unimaculata se rencontre en Inde,,,, au Bhutan, au Népal et au Pakistan.

## Habitat
Paracypha unimaculata apprécie les environnements montagneux très humides à la végétation luxuriante où la température ne dépasse pas les 32 °C tout au long de l'année. Elle se rencontre à proximité des sources et des ruisseaux étroits, rocailleux et ombragés, aux rives en forte pente, où l'écoulement présente éventuellement de petites chutes d'eau, dans les forêts de pins très denses où l'on rencontre des arbres du genre Dalbergia, des grenadiers et des figuiers sauvages.

## Description
Paracypha unimaculata est une demoiselle aux ailes médiocres et pétiolées avec un triangle mésothoracique très court,. L'abdomen mesure environ 23 à 25 mm pour une envergure des ailes inférieures de 27 à 30 mm chez le mâle et de 31 à 32 mm chez la femelle. Les quatre fémurs et tibias postérieurs sont jaunes sur la face antérieure.

### Description du mâle
La tête est noire veloutée. Le labium et le labrum ne sont pas marqués. Des marques arrondies de couleur jaune à chrome sont présentes de chaque côté de l'occiput ainsi qu'un point sur le côté externe de chaque ocelle postérieure et un point central placé sur la bordure postérieure de l'occiput.
Le prothorax est noir avec une grande tache jaune irrégulière de chaque côté du lobe moyen et un petit point linéaire médio-dorsal sur le lobe postérieur qui présente une fine marge latérale jaune. Le thorax est noir brillant marqué avec des lignes jaune vif. Il présente un court point huméral supérieur linéaire oblique, une longue ligne antéhumérale incomplète sur le dessus et nettement angulaire sur le dessous, une fine ligne post-humérale brisée au-dessus, une ligne supérieure courte sur la première suture latérale, et de larges rayures obliques cassées sur le bas des côtés du thorax. La carène dorsale est habituellement finement tracée de jaune qui peut s'étendre jusqu'au sinus antéalaire.
Les pattes sont noires avec les deux paires postérieures de fémurs et de tibias, de teinte jaune crème, densément pruinées de blanc.
Les ailes antérieures sont hyalines et deviennent brun clair à marron fumé au-delà de leur moitié. La base des ailes inférieures est hyaline et plus de la moitié postérieure est brun foncé passant au brun clair vers la pointe. Après le nodus elles présentent une bande transverse vitreuse très large, quadratique, grossièrement rouge ou violet, qui brille d'un vert émeraude irisé ou d'un bleu paon. Le bord antérieur des quatre ailes est finement hyalin légèrement teintés de jaune. Les apex des ailes sont très finement réticulés surtout entre le Costa et la nervure R1. Les cellules discoïdes sont traversées de 5 à 7 fois. Les ailes possèdent de 21 à 23 nervures anténodales. Le ptérostigma est brun noirâtre avec le pourtour plus pâle.
La partie dorsale de l'abdomen est noire marquée de jaune. Les six premiers segments présentent une bande ventrale qui court sur presque toute la longueur, les segments 1 à 3 sont marqués d'un point final apical de chaque côté et les nœuds inter-segmentaux sont jaunes. Les appendices anaux sont noirs et relativement courts.

### Description de la femelle
Les marques présentes sur le corps de la femelle sont très semblables à celles du mâle mais plus étendues.
La tête présente les mêmes taches que chez le mâle, avec en plus, les lobes latéraux du labium marqués, deux taches basales obscures sur le labrum, la base des mandibules grossièrement jaune, la couleur jaune fusionnant avec une bande qui monte le long des joues et bordant les yeux et s'étendant également sur les articulations basales des antennes et rejoignant les deux grandes taches cunéiformes sur la surface supérieure du rhinarium. Sur ce dernier, un grand point arrondi est présent sur l'avant. Il faut également ajouter un point rond de chaque côté et devant les ocelles antérieurs, deux minuscules points entre les ocelles postérieurs et un point sur la partie inférieure des côtés du rhinarium. Les taches post-oculaires sont plus grandes que chez le mâle et presque réunies par une tache transversale sur la bordure postérieure de l'occiput.
Le prothorax est noir, marqué comme chez le mâle, mais la bande médiane court presque sur toute la longueur du dos de la bordure postérieure du lobe postérieur et les marques latérales sont beaucoup mieux définies. Le thorax est noir brillant, marqué comme chez le mâle, mais beaucoup plus largement. La ligne antéhumérale continue vers le haut et s'incurve vers l'extérieur pour se fusionner avec la tache oblique humérale. Il y a six petites taches sous le thorax.
Les pattes sont noires avec les deux paires postérieures de fémurs et des tibias pruines jaune, comme chez le mâle.
Les ailes sont hyalines avec un ptérostigma long de couleur jaune avec la base brune.
L'abdomen est noir brillant, marqué de bandes parallèles jaunes. L'une est ventrale comme chez le mâle, s'étendant des segments 1 à 7, et les autres latérales de chaque côté, sur les mêmes segments, se brisant en une bande et un point apical sur chacun des segments de 4 à 7. La carène dorsale est finement ornée de jaune sur les segments 2 à 7.

## Écologie
Au cours de la parade nuptiale, les mâles montrent leurs tibias et leurs fémurs blancs non déployés et présentent également les bandes vertes irisées de leurs ailes postérieures.

## Espèce proche
Paracypha unimaculata est assez semblable à Rhinocypha ignipennis et à Rhinocypha trimaculata.

## Systématique
L'espèce Paracypha unimaculata a été décrite par l'entomologiste français Edmond de Sélys Longchamps en 1853 et transférée dans le genre Paracypha par l'entomologiste britannique Frederick Charles Fraser en 1949.
Le genre Paracypha fait débat, certains auteurs considérant Paracypha comme un genre à part entière  alors que d'autres le considèrent comme un sous-genre de Rhinocypha,. Les publications les plus récentes penchent pour la première hypothèse, et considèrent Paracypha unimaculata comme nom valide.

### Publication originale
- Sélys Longchamps, de, E. 1853. Synopsis des Caloptérygines. Bulletins de l'Académie royale des sciences, des lettres et des beaux-arts de Belgique. Serie 1, 20: 1-73.

### Synonymes
- Rhinocypha unimaculata Selys, 1853 (protonyme)
- Libellago unimaculata Walker, 1853[3]